# Cal Xuriguera de Palouet (Massoteres)
Cal Xuriguera de Palouet és un edifici del poble de Palouet, al municipi de Massoteres (Segarra) inclòs a l'Inventari del Patrimoni Arquitectònic de Catalunya.

## Descripció
Edifici format per diferents cossos. El cos principal, consta de tres plantes. A la planta baixa, hi ha entrada amb arc de mig punt adovellat. A la dovella central, hi ha inscrita la data de 1601. porta de fusta de doble batent. A la seva dreta, hi ha una finestra emmarcada en petits carreus. A la planta següent, hi ha dos balcons amb forja, que s'hi accedeix per entrades emmarcades en carreus. Els dos balcons, es troben en diferent nivell dins de la mateixa planta. A la darrera planta, hi ha un gran finestral, amb llinda de pedra. Dibuixat dins de la llinda, hi ha un rellotge solar.
A l'interior a la planta baixa, hi ha nombroses arcades i una premsadora antiga.
Adossats amb aquest edifici, n'hi ha uns quants més que es comuniquen amb aquest per la planta baixa. És possible que sigui la unió de diverses cases diferents, fet que es podria provar degut a la grandària de tot el conjunt, i que actualment hi estan fent obres.